# Cine Teatro Carlos Gomes
El Cine Teatro Carlos Gomes fue una casa de espectáculos ubicada en el centro histórico de la ciudad de Porto Alegre, Brasil. Ubicada en la rúa Vigário José Inácio fue inaugurada en 1923. En la actualidad, sólo se mantiene la fachada y el interior ha sido completamente cambiado para ser utilizado como tienda.